# Нарва (Красноярский край)
Нарва — село в Манском районе Красноярского края, административный центр и единственный населённый пункт Нарвинского сельсовета.

## География
Село расположено в северо-западной части Восточного Саяна, на реке Мана в 35 км к югу от районного центра, села Шалинское, и 80 км к юго-востоку от Красноярска (97 км по автодороге). Окружено тайгой, в 2,5 км к югу находится деревня Пимия.
Через село проходит автодорога «Саяны» (Минусинск — Курагино — Шалинское — Кускун). Ближайшая доступная автотранспортом ж.-д. станция Камарчага находится на Транссибе в 45 км к северу от села.

## Современное состояние
В селе действуют: центр общей врачебной практики, детский сад, средняя школа, сельский клуб, библиотека, отделение авиационной охраны лесов, несколько лесозаготовительных предприятий и лесхоз.
Жители работают в учреждениях бюджетной сферы, на лесозаготовках, занимаются сельским хозяйством, мелким предпринимательством.
Имелся частный музей жизни и творчества Владимира Высоцкого. С 2007 г. По адресу переулок Высоцкого д. 4.Нарва стала местом проведения ежегодного фестиваля бардовской песни «Высоцкий и Сибирь».

## История
Село основано в 1899 г. как поселенческий участок для переселенцев из центральных губерний России. Топографы земельного отдела обследовали свободные земли и обозначали переселенческие участки из расчёта 15 десятин на мужскую душу. Так появился и Нарвинский участок, который топографы назвали по наименованию ручья. Первыми жителями стали 40 семей, которые стали заниматься земледелием, сплавом леса, охотой и добычей кедровых орехов.
В 1910 г. в селе была построена церковь (разрушена в 1932 г.).
Во время Гражданской войны многие жители села стали партизанами и погибли в боях с колчаковцами. В память об этом на реке Барзаначке установлен памятник.
После Гражданской войны жители села активно занялись торговлей лесом: лес сколачивали в плоты и перегоняли в Красноярск на продажу. Кроме того, старатели намывали золото в местных речках и ручьях. Скупщики брали золотой песок у граждан за боны — платёжные документы, по которым можно было отовариваться в специальном магазине Золотопродснаба.
В 1930-е гг. на Ману и в Заманье стали прибывать спецпереселенцы. Для них в Нарве организовали комендатуру. Одновременно с прибытием спецпереселенцев открываются леспромхозы в соседних сёлах, а в Нарве создаётся лесхоз.
Во время Великой Отечественной войны один из нарвинцев — Василий Иванович Круглов — был удостоен звания Героя Советского Союза. В его честь названа одна из улиц села.
В 1953 г. на левом берегу Маны стали возводить новую часть села — активно шло строительство ремонтных и механических мастерских и рабочего посёлка, спроектированного ещё в 1948 г. в Ленинграде.
В 1966—1987 гг. механические и ремонтные мастерские становятся заводом, к селу подвели ЛЭП, открылись детские сады, стали строиться: школа, клубы, магазины, дом быта, хлебозавод. В 1990-е гг. производство сократилось, некоторые социальные объекты закрылись.